# Alois Hitler
Alois Hitler, ursprungligen Schicklgruber, född 7 juni 1837 i Strones, Niederösterreich, död 3 januari 1903 i Leonding (5 kilometer sydväst om Linz), Oberösterreich, var en österrikisk tullinspektör och far till Adolf Hitler.

## Biografi
Han var son till Maria-Anna Schicklgruber (1795–1847) men adopterades 1842 av Johann Georg Hiedler (1792–1857). Han skickades sedan att bo med Hiedlers bror, Johann Nepomuk Hiedler. Vem som var hans biologiske far är ej känt. 
Alois Hitler har, av den polsk-schweiziska psykoanalytikern Alice Miller, beskrivits som en hustyrann som bedrev husaga, riktad både mot hustru och mot barn. Han avled av pleuravätska när sonen Adolf var 13 år gammal. Alois Hitlers sista hustru, Klara Hitler, dog senare i bröstcancer.
Han var gift första gången 1864 med Anna Glasl, född cirka 1823, död 1883, men fick inga barn i detta äktenskap. År 1883 gifte han sig med Franziska Matzelberger, född 1861, död 1884; de hade två barn, nämligen Alois jr (1882–1956, född utanför äktenskapet som Alois Matzelberger) och Angela (1883–1949). Den 7 januari 1885 gifte han sig med Klara Pölzl, född 1860, död 1907; i äktenskapet föddes fem barn, varav Adolf och Paula uppnådde vuxen ålder. Hon var släkt med Alois Hitler på sin mors sida.

### Gravplats

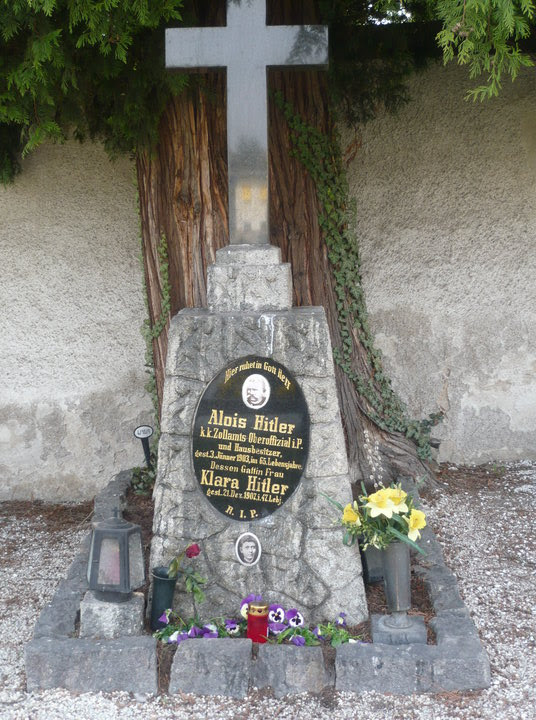
Alois och Klara Hitlers grav i Leonding, nära Linz.

Den 28 mars 2012 togs gravstenen som markerade Alois Hitlers och hans hustru Klaras grav bort, enligt uppgift från församlingens präst Kurt Pittertschatscher. Beslutet fattades av en ättling till familjen, enligt den lokale borgmästaren Walter Brunner. Ättlingen sägs vara "en äldre kvinnlig släkting till Alois Hitlers första hustru, Anna". Borttagningen välkomnades av de lokala myndigheterna, både på grund av problem med underhållet av graven och det faktum att platsen "missbrukades för sammankomster av sympatisörer". År 2011 lämnades till exempel en vas med ordet "unvergesslich" (oförglömlig) på platsen, där de två s-bokstäverna var utformade i stil med de S-runor som sammankopplas med Schutzstaffel.
"Upper Austrian Network Against Fascism" kallade borttagningen en "välkommen framgång", och Robert Eiter från organisationen kommenterade att "många blommor och kransar lades där av personer som uppenbarligen var beundrare". Eftersom rättigheterna till gravplatsen har upphört kan den nu tilldelas på nytt. En stenhuggare anlitades för att ta bort den gamla gravstenen, och platsen täcktes med vitt grus samt planterades med ett träd, som sedan har tagits bort. Det är okänt om kvarlevorna efter Adolf Hitlers föräldrar fortfarande vilar där.